# Louis Bertrand
Louis Philippe Bertrand (Sint-Jans-Molenbeek, 15 januari 1856 - Schaarbeek, 17 juni 1943) was een Belgisch politicus en een auteur. Hij was een van de pioniers van het socialisme in België.

## Levensloop

### Jeugd en beroep
Bertrand was de zoon van een marmerbewerker die door gezondheidsproblemen zijn familie niet meer kon onderhouden. Als gevolg hiervan ging hij op zijn twaalfde aan de slag als krantenverkoper. Een jaar later ging hij als leerjongen aan de slag bij een steenhouwer, alvorens hij in 1871 actief werd als marmerbewerker. Dankzij zijn leergeld was het voor Bertrand mogelijk om lessen te volgen aan de tekenschool van Schaarbeek en Sint-Joost-ten-Node. 

### Socialistisch engagement
Zijn vader was aangesloten bij een vakbond voor marmerbewerkers en had goede contacten met de Franse marmerbewerker Emile Flahaut, militant van de Internationale Arbeidersassociatie, die de basis legde voor de opkomst van socialisme. De van oorsprong katholieke Louis Bertrand werd geïnspireerd door deze ideologie en sloot zich omstreeks 1874 aan bij de Internationale Arbeidersassociatie, hetgeen zijn breuk met de katholieke kerk betekende. Van juni 1875 tot april 1877 was hij corresponderend secretaris van de Internationale Arbeidersassociatie in Brussel. De jonge Bertrand werd tevens secretaris van een syndicale vereniging van marmerbewerkers, beeldhouwers en steenhouwers en begon vanaf 1875 artikels te schrijven voor La Persévérance, het blad van de vakvereniging van marmerbewerkers. Van april 1874 tot april 1875 was Louis Bertrand eveneens lid van het propagandacomité van de socialistische organisatie Les Solidaires, tot hij wegens een gebrek aan activiteit uit het comité werd gezet.
In december 1874 richtte Louis Bertrand in Brussel een Chambre du Travail op, waarin hij met de steun van de Internationale Arbeidersassociatie de Brusselse arbeidersbonden verzamelde samen met de voormannen en politici Paul Janson, Hector Denis, Guillaume De Greef en César De Paepe. Bij de Chambre du Travail waren marmerbewerkers, timmerlieden, steenhouwers, juwelenmakers, passementwerkers, sigarenmakers en mecanicien aangesloten. Bertrand was tot juli 1875 de secretaris van deze Chambre du Travail, die als doel had om alle vakbonden te verenigen in een grote federatie en arbeiders intellectueel te ontwikkelen teneinde de arbeiderseisen kracht bij te zetten. Er werden conferenties rond algemene cultuur georganiseerd, Franse vluchtelingen gaven boekhoud- en grammaticacursussen en door César De Paepe werd lessen sociale economie opgezet. 

### Eerste politieke stappen
Samen met César De Paepe, die in 1860 reeds de Association du Peuple te Brussel had opgericht, richtte Bertrand in 1877 de Parti Socialiste Brabançon op die als opvolger van de Brusselse afdeling van de Internationale Arbeidersassociatie deel ging uitmaken van de Eerste Internationale. De partij zocht toenadering tot de eveneens in 1877 opgerichte Vlaamsche Socialistische Arbeiderspartij van de Gentenaars Edmond Van Beveren en Edward Anseele en wilde ook samenwerken met vertegenwoordigers uit de bourgeoisie die het algemeen stemrecht genegen waren. In april 1879 fuseerden beide partijen tot de Belgische Socialistische Arbeiderspartij die onder leiding kwam te staan van Edward Anseele en waarvan Louis Bertrand een van de belangrijkste leiders was.
Begin 1878 nam Louis Bertrand meermaals het woord op betogingen voor het algemeen stemrecht en in oktober 1878 was Bertrand met Edmond Van Beveren als vertegenwoordigers van de Belgische socialisten aanwezig op het Internationaal Socialistisch Congres in Parijs. Enkele maanden eerder, in mei 1878, was hij medestichter van het dagblad La voix de l'ouvrier, waarvan hij met César De Paepe de belangrijkste redacteur was. In het dagblad verschenen een aantal opmerkelijke artikels over sociale vraagstukken en het socialisme in het buitenland.
Zijn socialistisch engagement verontrustte de Belgische autoriteiten en Bertrands naam werd meermaals vermeld in politierapporten. In mei 1879 werd hij door zijn werkgever ontslagen als marmerbewerker, volgens Bertrand onder druk van klanten die zijn socialistisch engagement niet konden waarderen. Na zijn ontslag werd hij op voorspraak van César De Paepe aangesteld als verkoper bij de bibliotheek Kiestemaeker. Bertrand vestigde zich vervolgens in een klein huis vlak bij de Grote Markt, het mekka van de Brusselse arbeidersorganisaties. In oktober 1879 richtte hij met Ernest Vaughan het geïllustreerde satirische tijdschrift La Trique op en in dezelfde periode publiceerde hij ook verschillende brochures over het algemeen stemrecht en arbeiderskwesties, onder andere over de onveilige omstandigheden waarin mijnwerkers moesten werken. Door zijn moeilijke financiële situatie had Bertrand ook verschillende bijbanen; zo kluste hij bij als boekhouder, wijnhandelaar en administratief bediende op de redactie van het technische blad L'Ingénieur-Conseil. In maart 1881 moest hij wegens geldgebrek La voix de l'ouvrier overlaten aan de Gentse socialisten. Enkele maanden later ging de krant failliet. Tussen 1882 en 1885 werkte hij tevens mee aan het socialistische blad Le Sentinelle. Vanaf februari 1884 kwam er een einde aan de penibele financiële situatie van Bertrand, toen hij werd aangeworven als verzender van de progressief-liberale krant La Réforme. Dit stelde hem in staat om in augustus dat jaar La voix de l'ouvrier nieuw leven in te blazen.
Daarnaast stelde Bertrand het reglement op van de in februari 1884 opgerichte arbeidersorganisatie Ligue Ouvrière de Bruxelles en in juli dat jaar lag hij mee aan de basis van de Brusselse socialistische vereniging Fédération des ligues ouvrières et sociétés démocratiques, waar hij deel uitmaakte van het bestuurscomité.

### Medeoprichter van deBelgische WerkliedenpartijenLe Peuple
In april 1885 was Louis Bertrand medeoprichter van de Belgische Werkliedenpartij, de eerste nationale socialistische partij die arbeidersorganisaties uit zowel Vlaanderen, Brussel als Wallonië verenigde. De term socialisme werd evenwel niet in de partijnaam opgenomen, om meer gematigde, zelfs apolitieke vakbonden en mutualiteiten tot de partij aan te trekken. In augustus dat jaar zat hij samen met Edmond Van Beveren het eerste congres van de BWP voor, dat in Antwerpen plaatsvond. Bertrand zetelde tot in 1920 in het bureau van de Algemene Raad van de partij en was van 1890 tot 1892 bovendien nationaal secretaris van de BWP.
Om haar ideeën beter te kunnen verspreiden en extra aanhangers aan te trekken besloot de BWP tot de oprichting van een partijorgaan. Dat orgaan werd de krant Le Peuple, die in december 1885 ontstond als fusie van La voix de l'ouvrier en Le national belge. Bertrand werd meteen redacteur van deze krant en werd na enkele weken beheerder van Le Peuple. Niet veel later richtte hij tevens het persagentschap Les Messageries de la Presse op. Om zich volledig te richten op zijn werkzaamheden bij Le Peuple en het persagentschap, nam hij begin 1886 ontslag bij La Réforme. Van 1896 tot 1907 was Bertrand directeur-hoofdredacteur van Le Peuple.

### Parlementslid
Onder druk van verschillende algemene stakingen opgezet door de BWP werd in 1893 het algemeen meervoudig stemrecht ingevoerd, hetgeen het aantal kiesgerechtigden gevoelig deed stijgen en de socialisten in staat stelde om een parlementaire vertegenwoordiging uit te bouwen. In oktober 1894 werd Louis Bertrand in het arrondissement Zinnik verkozen tot lid van de Kamer van volksvertegenwoordigers. Na de afschaffing van het meerderheidsstelsel werd hij in 1900 volksvertegenwoordiger voor het arrondissement Brussel. Hij zetelde in de Kamer tot in januari 1926, toen hij op zijn 70ste verjaardag afzwaaide uit de nationale politiek. Van 1918 tot 1926 was hij ondervoorzitter van de Kamer.
In het parlement viel Bertrand op door zijn talrijke interpellaties en de vele wetsvoorstellen die hij indiende. Zo klaagde hij de praktijken van woekeraars aan en verwierp hij de twijfelachtige, soms zelfs frauduleuze praktijken bij de oprichting van naamloze vennootschappen, waarbij hij voornamelijk magistraten en andere politici viseerde. In 1903 diende Bertrand in de Kamer een wetsvoorstel in dat magistraten verbood om industriële, commerciële en financiële activiteiten uit te oefenen. Het wetsvoorstel werd toen verworpen, maar werd in 1919, toen de socialisten deel uitmaakten van de regering, als wetsontwerp opnieuw ingediend door zijn partijgenoot, justitieminister Emile Vandervelde.
Daarnaast diende Bertrand verschillende wetsvoorstellen die verband hielden met de organisatie van de arbeid, het statuut van arbeiders en de arbeidsduur: een voorstel om een statuut in te voeren voor arbeiders in openbare dienst (1895), een voorstel om een onderzoek te voeren naar de situatie van staatspersoneel bij de spoorwegen, posterijen en telegrafieën (1896) en een voorstel om de arbeidsduur, nachtwerk en rustdagen te reglementeren (1895), bijvoorbeeld door een achturige werkdag voor staatspersoneel en het principe van zondagsrust in te voeren. Dit laatste voorstel vormde de basis van de arbeidswet van 1905.
Bertrand was eveneens een koele minnaar van de overname van Congo-Vrijstaat door de Belgische staat. Hij was geen tegenstander van het kolonialisme op zich, zijn verzet was puur ingegeven door pragmatisme; het koloniale project trok vanuit zijn perspectief financiële middelen weg die noodzakelijk waren om de precaire situatie van arbeiders te verbeteren.

### Gemeentepolitiek
In 1895 werd Louis Bertrand op een kartellijst van socialisten en progressieve liberalen verkozen tot gemeenteraadslid van Schaarbeek, waar hij onmiddellijk schepen van Financiën werd. In 1920 verliet hij de gemeentepolitiek van Schaarbeek.
In de gemeente maakte Bertrand extra financiële middelen beschikbaar door schulden om te zetten en nieuwe leningen af te sluiten. Vervolgens was hij in het begin van de 20e eeuw de voortrekker van de stedenbouwkundige ontwikkeling van de gemeente en breidde hij de uitrusting van Schaarbeek uit. Bertrand had hierbij ook aandacht voor sociaal zwakkeren en richtte in 1899 de maatschappij Schaarbeekse Haard op om te voorzien in sociale woningen. In 1926 werd hij gedelegeerd bestuurder van deze maatschappij. 

### Andere activiteiten
Louis Bertrand was ook zeer actief in de coöperatieve beweging. Naar het voorbeeld van de Gentse Vooruit was Bertrand in 1881 een van de initiatiefnemers van een coöperatieve bakkerij in Brussel, dat de basis zou leggen voor het latere Volkshuis van de stad. Deze bakkerij rekruteerde vooral onder aanhangers van de vakbonden die aangesloten waren bij de Chambre du Travail en leden van de Vlaamse socialistische afdeling van Brussel. 
Hij was ook penningmeester (1898-1899) en voorzitter (1899-1934) van de Federatie van Belgische Coöperatieven en zetelde van 1904 tot 1921 in het Centraal Comité van de International Co-operative Alliance, de internationale koepelorganisatie van coöperatieven. Voorts was hij van 1920 tot 1934 voorzitter van de Raad van Beheer van het Office Coopérative Belge en van 1924 tot 1934 ondervoorzitter van de Société Générale Coopérative.
In 1907 was Bertrand één van de stichters van verzekeringsmaatschappij La Prévoyance Sociale, waarvan hij de voorzitter werd. Op verzoek van zijn goede vriend Edward Anseele zetelde hij eveneens in de raad van beheer van de naamloze vennootschap De Verenigde Wevers en was hij van 1931 tot 1933 beheerder van de Bank van de Arbeid. Daarenboven was hij van 1919 tot 1938 lid van de raad van beheer van de Algemene Spaar- en Lijfrentekas en was hij vanaf 1900 bestuurder bij zeepfabrikant Lever. 
Tijdens de Eerste Wereldoorlog was Bertrand actief in de Brusselse afdeling van het Nationaal Hulp- en Voedingskomiteit. Na de wapenstilstand van 1918 begon hij wekelijkse bijdragen te leveren voor de Vrije Tribune van het onafhankelijke dagblad Le Soir waarin hij diverse socialistische standpunten verkondigde. Ook zijn polemieken met kardinaal Mercier vonden veel weerklank.

## Erkenning
In 1918 werd Louis Bertrand benoemd tot minister van Staat. In Schaarbeek werden de laan, die de Sint-Servaaskerk met het Josaphatpark verbindt, en een tramhalte naar hem vernoemd.
Louis Bertrand stierf in juni 1943 op 87-jarige leeftijd en ligt begraven op de begraafplaats van Schaarbeek te Evere.

## Bertrand als schrijver
Louis Bertrand was eveneens een schrijver en was auteur van enkele tientallen werken over het socialisme. Enerzijds schreef hij werken over de ontwikkeling van het socialisme zelf maar anderzijds schreef hij ook biografieën over socialistische voormannen. Zijn voornaamste werken zijn:
- Cinquante années de bonheur et de prospérité (1880)
- Vingt-cinq années de domination cléricale (1884)
- Essai sur le salaire (1885)
- Le parti ouvrier et son programme (1886)
- La Belgique en 1886 (1887)
- Qu'est-ce que le socialisme? (1887)
- Le logement de l'ouvrier et du pauvre en Belgique (1888)
- La coopération (1890)
- Léopold II et son règne (1890)
- Aux élécteurs communaux (1895)
- Histoire de la coopération en Belgique (1902)
- Histoire de la démocratie et du socialisme en Belgique depuis 1830 (1906)
- César De Paepe, sa vie, son œuvre (1909)
- Schaerbeek depuis cinquante ans (1912)
- Ernest Solvay, réformateur social (1918)
- L'occupation allemande en Belgique 1914-1918 (1919)
- Édouard Anseele, sa vie, son œuvre (1925)
- Souvenirs d'un meneur socialiste (1927, 2 delen)